# Henryk Wolny
Henryk Wolny (ur.: 1 czerwca 1947, zm: 17 lutego 1996) – polski brydżysta, Arcymistrz Światowy (PZBS), World Life Master (WBF), European Master (EBL).
Należał do grona aktywistów sportowych i społecznych w słupskim środowisku. Był współtwórcą i uczestnikiem Międzynarodowego Festiwalu Brydża Sportowego „Solidarność” w Słupsku, który od 1996 r. poświęcony jest jego pamięci.
|  |  |

## Wyniki brydżowe

### Rozgrywki krajowe
W rozgrywkach krajowych zdobywał następujące lokaty:
| Drużynowe mistrzostwa Polski | Drużynowe mistrzostwa Polski | Drużynowe mistrzostwa Polski |
| Sezon                        | Drużyna                      | Pozycja                      |
| ---------------------------- | ---------------------------- | ---------------------------- |
| 1989/90                      | Czarni Słupsk                | 2                            |
| 1988/89                      | Czarni Słupsk                | 1                            |
| 1985/86                      | Czarni Słupsk                | 1                            |
| 1982/83                      | Czarni Słupsk                | 3                            |
| 1980/81                      | Budowlani Poznań             | 1                            |
| 1979/80                      | Budowlani Poznań             | 1                            |

| Mistrzostwa Polski par | Mistrzostwa Polski par | Mistrzostwa Polski par | Mistrzostwa Polski par |
| Rok                    | Kategoria              | Partner                | Pozycja                |
| ---------------------- | ---------------------- | ---------------------- | ---------------------- |
| 1991                   | Open                   | Krzysztof Jassem       | 2                      |
| 1984                   | Open                   | Piotr Gawryś           | 1                      |
| 1982                   | Open                   | Bolesław Ostrowski     | 2                      |
| 1977                   | Open                   | Aleksander Swatler     | 2                      |

| Mistrzostwa Polski teamów | Mistrzostwa Polski teamów | Mistrzostwa Polski teamów | Mistrzostwa Polski teamów |
| Rok                       | Typ                       | Kategoria                 | Pozycja                   |
| ------------------------- | ------------------------- | ------------------------- | ------------------------- |
| 1994                      | IMP                       | Open                      | 1                         |
| 1993                      | IMP                       | Open                      | 1                         |
| 1987                      | IMP                       | Open                      | 1                         |

| Puchar Polski | Puchar Polski | Puchar Polski |
| Rok           | Drużyna       | Pozycja       |
| ------------- | ------------- | ------------- |
| 1983          | Czarni Słupsk | 1             |

### Olimpiady
Na olimpiadach w zawodach teamów uzyskał następujące rezultaty:
| Olimpiady brydżowe. Zawody teamów | Olimpiady brydżowe. Zawody teamów | Olimpiady brydżowe. Zawody teamów | Olimpiady brydżowe. Zawody teamów | Olimpiady brydżowe. Zawody teamów | Olimpiady brydżowe. Zawody teamów |
| Rok                               | Miejsce                           | Zawody                            | Kategoria                         | Drużyna                           | Pozycja                           |
| --------------------------------- | --------------------------------- | --------------------------------- | --------------------------------- | --------------------------------- | --------------------------------- |
| 1984                              | Seattle                           | 7. Olimpiada Teamów               | Open                              | Poland                            | 1                                 |

### Zawody światowe
W światowych zawodach zdobył następujące lokaty:
| Mistrzostwa Świata. Konkurencja teamów | Mistrzostwa Świata. Konkurencja teamów | Mistrzostwa Świata. Konkurencja teamów | Mistrzostwa Świata. Konkurencja teamów | Mistrzostwa Świata. Konkurencja teamów | Mistrzostwa Świata. Konkurencja teamów |
| Rok                                    | Miejsce                                | Zawody                                 | Kategoria                              | Drużyna                                | Pozycja                                |
| -------------------------------------- | -------------------------------------- | -------------------------------------- | -------------------------------------- | -------------------------------------- | -------------------------------------- |
| 1990                                   | Genewa                                 | 8. Mistrzostwa Świata                  | Open                                   | Ostrowski                              | 5                                      |
| 1986                                   | Miami Beach                            | 7. Mistrzostwa Świata                  | Open                                   | Gawryś                                 | 18                                     |

| Mistrzostwa Świata. Konkurencja par | Mistrzostwa Świata. Konkurencja par | Mistrzostwa Świata. Konkurencja par | Mistrzostwa Świata. Konkurencja par | Mistrzostwa Świata. Konkurencja par | Mistrzostwa Świata. Konkurencja par |
| Rok                                 | Miejsce                             | Zawody                              | Kategoria                           | Partner                             | Pozycja                             |
| ----------------------------------- | ----------------------------------- | ----------------------------------- | ----------------------------------- | ----------------------------------- | ----------------------------------- |
| 1982                                | Biarritz                            | 2. Mistrzostwa Świata               | Open                                | Bolesław Ostrowski                  | 39                                  |

### Zawody europejskie
W europejskich zawodach zdobył następujące lokaty:
| Zawody europejskie. Konkurencja teamów | Zawody europejskie. Konkurencja teamów | Zawody europejskie. Konkurencja teamów   | Zawody europejskie. Konkurencja teamów | Zawody europejskie. Konkurencja teamów | Zawody europejskie. Konkurencja teamów |
| Rok                                    | Miejsce                                | Zawody                                   | Kategoria                              | Drużyna                                | Pozycja                                |
| -------------------------------------- | -------------------------------------- | ---------------------------------------- | -------------------------------------- | -------------------------------------- | -------------------------------------- |
| 1985                                   | Salsomaggiore                          | 37 Mistrzostwa Europy Teamów             | Open                                   | Poland                                 | 8                                      |
| 1975                                   | Brighton                               | 32. Mistrzostwa Europy Teamów            | Open                                   | Poland                                 | 4                                      |
| 1972                                   | Delft                                  | 3. Młodzieżowe Mistrzostwa Europy Teamów | Juniorzy                               | Poland                                 | 1                                      |

| Zawody europejskie. Konkurencja par | Zawody europejskie. Konkurencja par | Zawody europejskie. Konkurencja par | Zawody europejskie. Konkurencja par | Zawody europejskie. Konkurencja par | Zawody europejskie. Konkurencja par |
| Rok                                 | Miejsce                             | Zawody                              | Kategoria                           | Partner                             | Pozycja                             |
| ----------------------------------- | ----------------------------------- | ----------------------------------- | ----------------------------------- | ----------------------------------- | ----------------------------------- |
| 1991                                | Montecatini                         | 6. Mistrzostwa Europy Par           | Open                                | Krzysztof Jassem                    | 41                                  |
| 1989                                | Salsomaggiore                       | 5. Mistrzostwa Europy Par           | Open                                | Piotr Gawryś                        | 116                                 |

### Inne
W innych zawodach zdobył następujące lokaty:
| Inne zawody. Konkurencja teamów | Inne zawody. Konkurencja teamów | Inne zawody. Konkurencja teamów   | Inne zawody. Konkurencja teamów | Inne zawody. Konkurencja teamów | Inne zawody. Konkurencja teamów |
| Rok                             | Miejsce                         | Zawody                            | Kategoria                       | Drużyna                         | Pozycja                         |
| ------------------------------- | ------------------------------- | --------------------------------- | ------------------------------- | ------------------------------- | ------------------------------- |
| 1984                            | Malmö                           | Puchar Europy "Philp Morris" 1984 | Open                            | Czarni Słupsk                   | 1                               |
| 1981                            | Rzym                            | Puchar Europy "Philp Morris" 1981 | Open                            | Budowlani Poznań                | 1                               |

| Inne zawody. Konkurencja par | Inne zawody. Konkurencja par | Inne zawody. Konkurencja par           | Inne zawody. Konkurencja par | Inne zawody. Konkurencja par | Inne zawody. Konkurencja par |
| Rok                          | Miejsce                      | Zawody                                 | Kategoria                    | Partner                      | Pozycja                      |
| ---------------------------- | ---------------------------- | -------------------------------------- | ---------------------------- | ---------------------------- | ---------------------------- |
| 1982/1983                    | Rzym                         | Puchar Europy "Philp Morris" 1982/1983 | Open                         | Bolesław Ostrowski           | 2                            |

| Inne zawody. Konkurencja indywidualna | Inne zawody. Konkurencja indywidualna | Inne zawody. Konkurencja indywidualna | Inne zawody. Konkurencja indywidualna | Inne zawody. Konkurencja indywidualna | Inne zawody. Konkurencja indywidualna |
| Rok                                   | Miejsce                               | Zawody                                | Kategoria                             | Pozycja                               |                                       |
| ------------------------------------- | ------------------------------------- | ------------------------------------- | ------------------------------------- | ------------------------------------- | ------------------------------------- |
| 1980/81                               |                                       | Puchar Europy "Philp Morris". 1980/81 | Open                                  | 2                                     |                                       |

### Pozostałe
- Strona Międzynarodowego Festiwalu Brydża Sportowego "Solidarność" w Słupsku